# Francisco Barrado Zorrilla
Francisco Barrado Zorrilla (ca 1893 - Barcelona, novembre de 1964) va ser un activista polític i agent secret, cap de la policia secreta de Falange Española a Mallorca.
El febrer de 1934, participà en la unificació de Falange i de les Juntas de Ofensiva Nacional Sindicalista (JONS). Col·laborà en la preparació del cop d'estat de juliol de 1936. El setembre del mateix any, el marquès de Zayas el nomenà cap superior de la policia de Balears, però, a la primavera de 1937, els falangistes perderen poder a favor dels carlins i fou substituït pel tinent coronel Víctor Enseñat Martínez (abril de 1937), i passà a esser Delegat d'Investigació i Vigilància de Falange, fins que el juny del mateix any fou rellevat per Josep Otero Sastre.
El desembre de 1937, designat com a inspector amb funcions extraordinàries, es va fer càrrec de la direcció de Falange a Santa Cruz de Tenerife i a les poques setmanes nomenà una nova direcció provincial per impulsat el nacionalsindicalisme a la província. Barrado va posar al davant de Falange l'antic socialista Francisco Aguilar y Paz, sense poder evitar les lluites internes entre les diverses faccions del franquisme canari.